# Тристан де Нантейль
Триста́н де Нанте́йль (фр. Tristan de Nanteuil) — герой одноимённой поэмы, завершающей Нантейльскую жесту. Сын Ги де Нантейля и Эглантины Гасконской.

## Поэма
Это позднее произведение, датируется серединой XIV века. Текст сохранился в единственной рукописи; начало, видимо, утрачено. Поэма написана двенадцатисложным рифмованным стихом. Поэма очень длинная, состоит из 23361 строки. Издана в 1971 году.

### Сюжет
Айя Авиньонская и её муж Ганор попадают в плен. К ним на помощь отправляются Ги де Нантейль и Эглантина, взяв с собой малолетнего сына Тристана. Буря пригоняет их корабль к берегам Сирии, и они сами становятся пленниками пиратов, продающих Эглантину вавилонскому султану. Ги также оказывается в заточении.
Тристана спасает сирена, которая вскармливает его своим молоком. Корабль выбрасывает на берег Армении, его находит рыбак, который оставляет ребёнка у себя, а сирену продаёт царю как диковинку. Перед этим сирена нацеживает целую кадку молока, дабы было чем подкармливать ребенка. Случайно выпившая молоко дикая олениха, обитающая в соседнем густом лесу, в одночасье приобретает гигантские размеры и кровожадный нрав. При этом она становится кормилицей и покровительницей Тристана. Отныне она царит в лесу, как королева, и все животные подчиняются ей. Олениха безжалостно уничтожает обитающих поблизости сарацин, убивая их десятками и сотнями.
Царь Армении Галафр решает покончить с этим диким зверем и обещает руку своей прекрасной юной дочери Бланкандины тому, кто избавит страну от страшного чудовища. Попытка отважного рыцаря Лусиона Иворийского заканчивается его поражением и гибелью, а сотоварищи Галафра и вся его свита подвергаются нападению диких животных во главе с оленихой и едва успевают сесть на корабли и отплыть в открытое море. Подрастающего Тристана воспитывает олениха, а также посещающий его ангел, преподающий подростку начатки всяческих знаний, в том числе обучающий его множеству языков. Олениха помогает Тристану напасть на караван, перевозящий юную Бланкандину, направляющуюся ко двору её суженого Аграпара из Тарса, отбить девушку и похитить её. У них рождается сын Раймон. Тристан сталкивается с феей Глориандой и проходит ряд испытаний; в частности он сражается со своим отцом Ги.
Бланкандина переодевается рыцарем, и ей приходится жениться на Кларинде. Думая, что Тристан умер, она накануне свадьбы позволяет ангелу превратить себя в мужчину. У Бланкандина и Кларинды рождается сын Жиль.
Вернувшихся во Францию Ги и Эглантину убивают предатели; Айя умирает от горя; Тристана убивает его внебрачный сын Гарсион. Карл Великий разрешает Раймону унаследовать фьефы Авиньон и Нантейль.